# Desa Karangpaningal (administrativ by i Indonesien, lat -7,11, long 108,34)
Desa Karangpaningal är en administrativ by i Indonesien.   Den ligger i provinsen Jawa Barat, i den västra delen av landet, 190 km sydost om huvudstaden Jakarta.